# Lennart Nilsson (Fotograf)

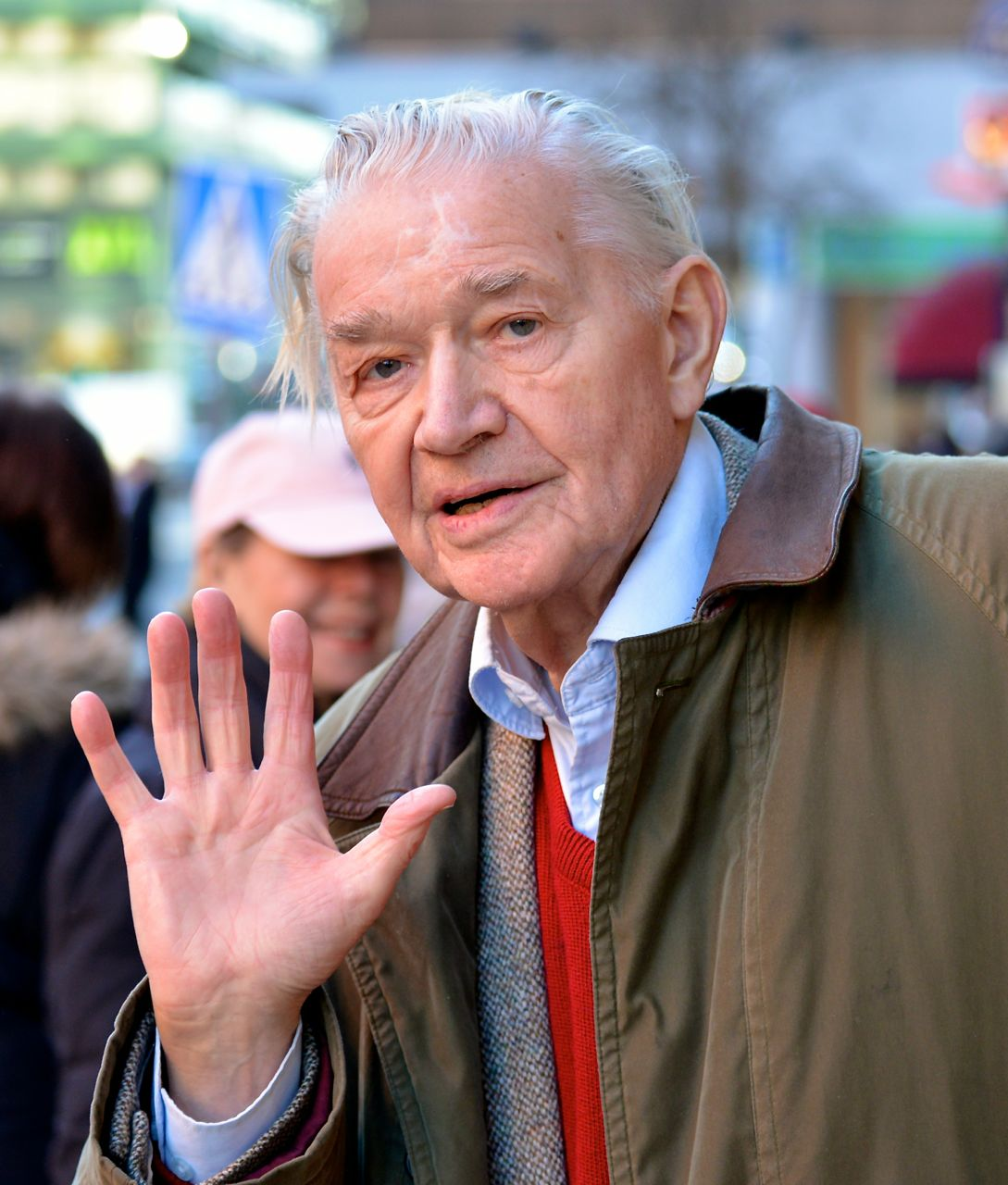
Lennart Nilsson (2014)

Lennart Nilsson (* 24. August 1922 in Strängnäs; † 28. Januar 2017 in Stockholm) war ein schwedischer Fotograf und Wissenschaftsfilmer. Seine Pionierleistung besteht in Aufnahmen von Embryonen und mikroskopischen Aufnahmen menschlichen Körpergewebes, von Bakterien und von Viren.

## Fotograf Lennart Nilsson
Ursprünglich Fotojournalist, wurde er ab 1953 mit seiner Wissenschaftsfotografie bekannt. 1955 präsentierte er seine erste Ausstellung im Museum of Modern Art in New York. 1965 veröffentlichte das New Yorker Life-Magazin in der Ausgabe vom 30. April seine Embryonenaufnahmen zusammen mit einem Beitrag von ihm als Titelgeschichte. Ebenfalls 1965 erschien die erste Ausgabe seines bis heute in zahlreichen Überarbeitungen erschienenen Buches Ein Kind entsteht, das 1967 ins Englische und von dort aus in viele weitere Sprachen übersetzt wurde. Furore machte der Dokumentarfilm Das Wunder des Lebens (PBS 1983), der die Reise eines Spermiums zur Eizelle sozusagen mit 'subjektiver Kamera' begleitet.
Nilssons Aufnahmen und Beschreibungen prägten die populäre Vorstellung davon, wie ein Fötus im Mutterleib entsteht und heranwächst, maßgeblich – sie machten erstmals dem breiten Publikum etwas sichtbar, das zuvor nur in Pathologien und für medizinische Fachleute visualisierbar war. Dazu kam eine eigene Ästhetik der Bilder: Die Föten leuchteten rötlich-durchsichtig vor dunklem Hintergrund und schienen im Mutterleib geradezu zu schweben. Berühmt wurde ein Bild, auf dem der Fötus den Daumen nah am Mund hält, so als würde er daran lutschen. Die Rhetorik der Begleittexte zu den Bildern und Filmen war getragen vom Pathos der großen Entdeckungsreise ins Innere des Menschen.
Seinem bekanntesten Buch über die vorgeburtliche Entwicklung Ein Kind entsteht gingen elf Jahre Vorbereitungszeit voraus. Auch für die Neuausgabe von 1990 waren über fünf Jahre Arbeit erforderlich. In jüngerer Vergangenheit schuf er Aufnahmen von Zellen und deren Feinstrukturen, von Lebens- und von Krankheitsprozessen, von Bakterien und Viren – unter anderem für sein Buch Eine Reise in das Innere unseres Körpers. Dazu nutzte er die Rasterelektronenmikroskop-Technik.
Lennart Nilsson war Mitglied der Schwedischen Gesellschaft für Medizin und Ehrenmitglied des Wissenschaftlichen Beirates der IWF Wissen und Medien. Seine Arbeit wurde u. a. mit drei Emmys ausgezeichnet. Die Ehrendoktorwürde erhielt er 2002 von der Technischen Universität Braunschweig sowie vom Karolinska-Institut in Stockholm, wo er auch sein Labor hatte. 1980 erhielt er den Hasselblad Award. Mittlerweile ist nach ihm selbst ein Preis benannt, der mit 100.000 schwedischen Kronen (11.000 Euro) dotierte Lennart-Nilsson-Preis.

## Werke

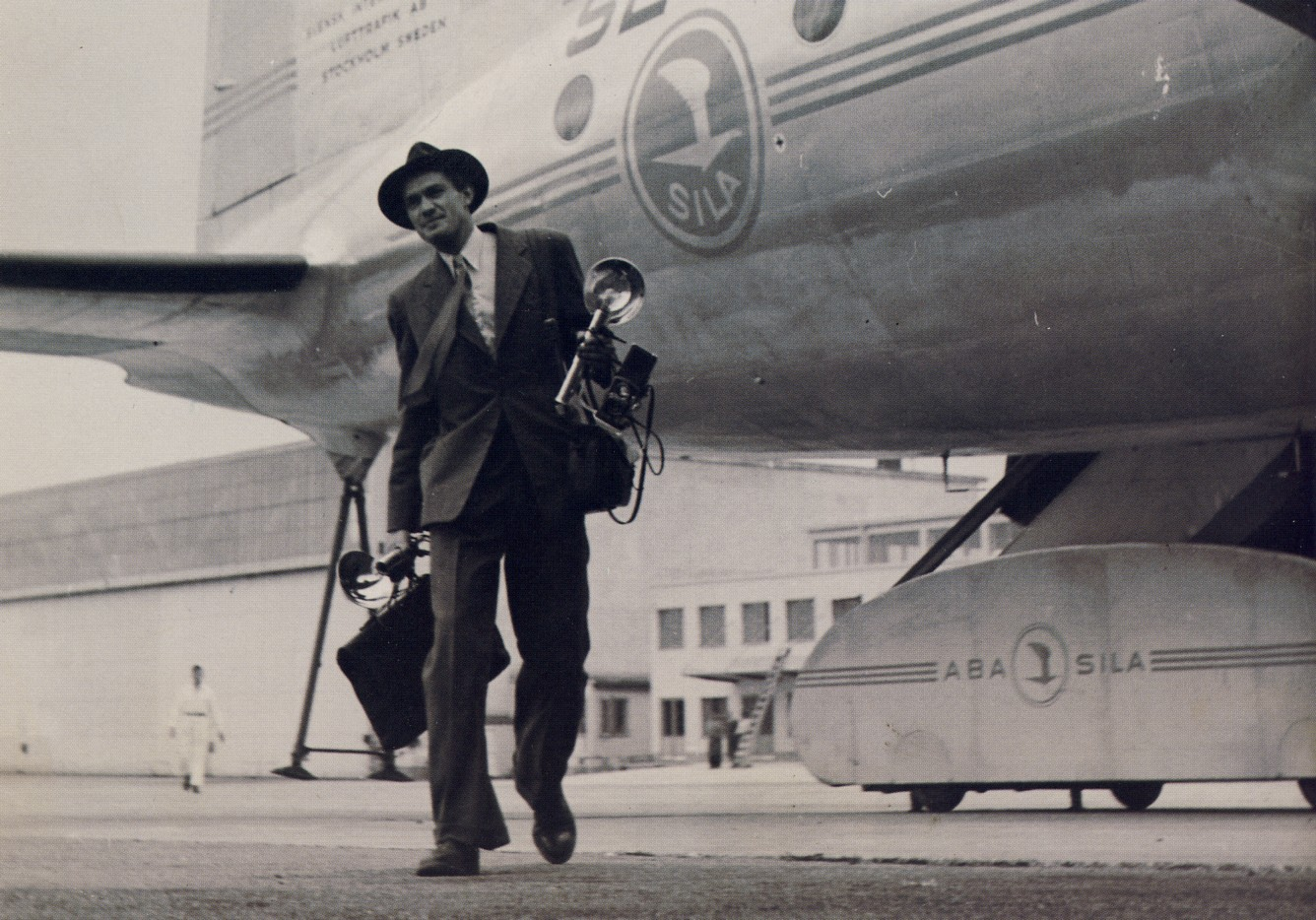
Fotojournalist Lennart Nilsson auf dem Flugplatz Arlanda bei Stockholm, aufgenommen vom Kollegen Erik Collin 1946

### Bücher
- Lennart Nilsson u. a.: Ett barn blir till. En bildskildring av de nio månaderna före födelsen (Fotos: Lennart Nilsson; Text: Axel Ingelman-Sundberg und Claes Wirsén). Albert Bonnier, Stockholm 1965. – Engl.: The everyday miracle. A child is born. Translated by Britt and Claes Wirsén, Annabelle MacMillan. Allen Lane/Penguin Press, London 1967. – Dt.: Ein Kind entsteht. Bilddokumentation über die Entwicklung des menschlichen Lebens im Mutterleib. Dt. Bearb.: Hellmuth Merkl. Bertelsmann, Gütersloh 1967. 160 Seiten. – Erw. Neuausgabe u. d. T. Ein Kind entsteht. Bilddokumentation über die Entwicklung des Lebens im Mutterleib (Fotos: Lennart Nilsson. Text: Lars Hamberger. Übers.: Angelika Kutsch). Mosaik-Verlag, München 1990. 213 Seiten. ISBN 3-570-04918-3
- Lennart Nilsson u. a.: Så blev du till. En fotoberättelse (Fotos: Lennart Nilsson; Text: Jan Cornell und Rune Petterson; Med. Beratung: Axel Ingelman-Sundberg; Zeichnungen: Per Birger Lundquist). Albert Bonnier, Stockholm 1975. – Engl.: How you began. A story in pictures. Kestrel Books, Harmondsworth 1975. – Dt.: So kamst Du auf die Welt. Von der Zeugung zur Geburt. Eine Aufklärung für Kinder. Mit vielen Fotos (Übers.: Perdita Pasche). Bertelsmann, Gütersloh 1975. 31 Seiten. ISBN 3-570-05375-X
- Lennart Nilsson: Eine Reise in das Innere unseres Körpers. Das Abwehrsystem des menschlichen Organismus (In Zusammenarbeit mit Jan Lindberg; Text von Kjell Lindquist und Stig Nordfeldt; engl. Übers. von Clare James; dt. Übertr. von Ernst Peter Fischer). Rasch und Röhring, Hamburg 1987. 194 Seiten.
- Lennart Nilsson, Hans Wigzell: Livet. Max Ström, Stockholm 2006. – Dt: Leben. Bilder aus dem Inneren des menschlichen Körpers (Übers.: Rita Seuss). Knesebeck-Verlag, München 2006. 302 Seiten. ISBN 3-89660-340-X.

### Filme
- The Miracle of Life. PBS 1983. – Dt.: Das Wunder des Lebens
- Faszination Leben. Buch, Schnitt und Regie: Mikael Agaton, Lars Rengfelt. Produktion: Wanngard AB, Bo G. Erikson Television 1996. Redaktion: Christian Floto. Eine Co-Produktion von Sveriges Television SVT 1 und anderen, in Zusammenarbeit mit Arte und anderen. (3 Teile: 1. Ursprung und Anfang; 2. Unbekannte Welten; 3. Dem Wunder auf der Spur. Je 54 Min.)
- Entdeckungen fürs Leben. Ein Film von Lennart Nilsson und Mikael Agaton. Buch und Regie: Mikael Agaton und Staffan Bergquist. Stammzellenfotografie: Anke Brederlau. Produktion: Agaton Film & Television 2003. Redaktion: Heidemarie Petters und Gunther Vogel. Eine Co-Produktion von ZDF und anderen (Des découvertes pour la vie). 45 Minuten.
- Faszination Liebe – das Wunder des Lebens. Filmproduktion im Auftrag des ZDF, DVD-Produktion i. A. des Bayerischen Staatsministeriums für Arbeit und Sozialordnung, Familie und Frauen. Dokumentarfilm von Lennart Nilsson. Produktion: Matthias-Film 2001.

## Zitate
„Sehen ist Glauben.“